# Johannes Neumann (Politiker, 1918)
Johannes Neumann (* 27. Februar 1918 in Czarnikau, Provinz Posen; † 23. Juli 2012) war ein deutscher Politiker (SPD) in der Freien und Hansestadt Hamburg. Von Beruf Lehrer, engagierte er sich auch in der Pommerschen Landsmannschaft. 
Als Kleinkind kam Neumann aus seiner Geburtsstadt Czarnikau, die nach dem Ersten Weltkrieg zu Polen geschlagen wurde, nach Stettin. Hier wuchs er auf und besuchte das Marienstiftsgymnasium bis zum Abitur. Zeitbedingt schlossen sich daran 1936 zwei Monate Reichsarbeitsdienst und danach zwei Jahre Wehrdienst in der Wehrmacht an. Er begann ein Studium, das er bald durch den Kriegsdienst im Zweiten Weltkrieg wieder beenden musste. Da nach dem Zweiten Weltkrieg nun auch Stettin an Polen gekommen war, ging er nach Hamburg, begann dort ein Lehrerstudium und wurde 1956 Lehrer. 
Neumann trat 1959 in die SPD ein. Er war während der 9. Wahlperiode (1978 bis 1982) Mitglied der Hamburger Bürgerschaft. Ferner war er Mitglied der Gewerkschaft Erziehung und Wissenschaft. 
Neumann engagierte sich auch in der Pommerschen Landsmannschaft. Bereits 1953 wurde er Vorsitzender der Pommernjugend und führte deren Beitritt in die Deutsche Jugend des Ostens. Später wurde er Mitglied im Bundesvorstand der Pommerschen Landsmannschaft, die ihm 1995 die Ehrenmitgliedschaft verlieh.